# Alkenylgruppe
| Alkenylgruppe (blau markiert)                                               |
| Vinylgruppe in Vinylchlorid. Die Vinylgruppe ist blau markiert.             |
| Vinylgruppe in Styrol. Die Vinylgruppe ist blau markiert.                   |
| Allylgruppe in Allylalkohol. Die Allylgruppe ist blau markiert.             |
| Mesomeriestabilisiertes Allylradikal. Die Allylgruppe ist blau markiert.    |
| Mesomeriestabilisiertes Allylkation. Die Allylgruppe ist blau markiert.     |
| 1-Butenylgruppe in 1-Butenylchlorid. Die 1-Butenylgruppe ist blau markiert. |

In der organischen Chemie wird als Alkenylrest oder Alkenylgruppe ein Substituent bezeichnet, der eine Kohlenstoff-Kohlenstoff-Zweifachbindung (ethylenisches Strukturelement) enthält. Formal leitet sich ein Alkenylrest von einem Alken ab, in dem ein H-Atom abgelöst ist. In Analogie zu Alkylresten wird das mit einem anderen Molekül(rest) zu verknüpfende Kohlenstoffatom (mit der sogenannten freien Valenz, „yl“) mit der Nummer „1“ versehen. Von hier aus zählt und nummeriert man bis zum Ende der längsten Kohlenstoffkette, welche die Zweifachbindung enthält. Es gibt auch Alkenylradikale und Alkenylkationen, die prinzipiell mesomeriestabilisiert sind.
Der einfachste Alkenylrest leitet sich logischerweise vom C2-Kohlenwasserstoff Ethen (Ethylen) ab; er heißt deshalb „Ethenyl“, wird aber meist Vinylrest genannt. Ab dem C3-Kohlenwasserstoff Propen gibt es isomere Alkenylreste, je nach Position der Zweifachbindung.